# Mark Sorkin
Mark Sorkin, auch Marc Sorkin (* 14. März 1902 in Wilna, Russisches Kaiserreich; † 25. Februar 1986 in New York, USA) war ein russisch-US-amerikanischer Filmeditor und Filmregisseur.

## Leben
Mark Sorkin begann seine berufliche Laufbahn in den frühen 1920er Jahren in Berlin. Sein Handwerk erlernte er als Regieassistent von G. W. Pabst, dem er seit Gräfin Donelli (1924) bis 1930 zur Hand ging. Bei einem Großteil dieser Filme besorgte er auch den Schnitt. In der Umbruchsphase vom Stumm- zum Tonfilm ließ man Sorkin unter Pabsts künstlerischer Oberaufsicht seinen ersten Film, Moral um Mitternacht, inszenieren. Der deutsche Tonfilm hielt für ihn nur wenig Aufträge bereit. 1932 schnitt Sorkin die deutsche Fassung des im Vorjahr in Paris entstandenen Films Die fünf verfluchten Gentlemen und teilte sich mit dem Österreicher Rudolf Katscher die Regie bei dem Kriminalfilm Teilnehmer antwortet nicht. 
Nach der Machtübernahme durch die Nationalsozialisten kehrte der zu dieser Zeit in Frankreich tätige Sorkin nicht mehr nach Deutschland heim. In Paris bekam er noch 1933 unter Pabsts Oberaufsicht erneut eine Filmregie überantwortet. Pabst ließ ihn auch 1937 bei Mademoiselle Docteur als Schnittmeister arbeiten. Anfang 1938 assistierte er Pabst bei dessen Inszenierung Le drame de Shanghaï. Unter der künstlerischen Oberaufsicht von Pabst ließ man Sorkin 1938/39 L’esclave blanche, inszenieren. Kurz darauf wurde er für Lilian Harveys Musikromanze Serenade ein weiteres Mal als Schnittmeister eingestellt. 
Nach dem deutschen Einmarsch in Frankreich floh Mark Sorkin mit seiner jüdischen Mutter vor den deutschen Truppen ins unbesetzt gebliebene Französisch-Marokko. Von Casablanca schifften sich beide 1942 nach New York ein. In den USA konnte Mark Sorkin nur mühsam den einen oder anderen Auftrag als Filmeditor erhalten.  Mitte der 1950er Jahre zog sich Sorkin aus dem aktiven Filmgeschäft zurück.

## Filmografie
als Cutter, wenn nicht anders angegeben
- 1925: Die freudlose Gasse
- 1925: Geheimnisse einer Seele
- 1926: Man spielt nicht mit der Liebe
- 1927: Die Liebe der Jeanne Ney
- 1928: Abwege
- 1928: Die Büchse der Pandora
- 1929: Tagebuch einer Verlorenen
- 1930: Moral um Mitternacht (Regie)
- 1930: Westfront 1918
- 1930: Skandal um Eva
- 1931: Der Ball
- 1931: Kameradschaft
- 1931: Berge in Flammen
- 1931: Die fünf verfluchten Gentlemen
- 1932: Teilnehmer antwortet nicht (Co-Regie)
- 1932: Hochzeitsreise zu dritt
- 1933: Cette nuit-là (Regie)
- 1937: Spione von Saloniki (Mademoiselle Docteur)
- 1939: Die weiße Sklavin (L'esclave blanche) (Regie)
- 1939: Serenade (Sérénade)
- 1943: Seeds of Freedom
- 1943: It Happened in Odessa
- 1951: Pictura, Adventure in Art (Dokumentarfilm, Co-Regie)
- 1956: Singing in the Dark